# Бонитировочный ключ
Бонитиро́вочный ключ — система условных знаков, обозначений и сокращений, используемая при бонитировке сельскохозяйственных животных для упрощения записи оценочных данных, а также для придания ей наглядности. Наиболее активно используется при бонитировке овец.

## Описание ключа
Бонитировочный ключ можно условно разделить на два вида записей: условные знаки для описания экстерьера животных — и условные буквенные и цифровые сокращения для описания качественных и количественных характеристик.
Сведения об экстерьере, записанные с помощью бонитировочного ключа, представляют собой условные значки (пометки), проставляемые внутри или снаружи вытянутого по горизонтали прямоугольника — условного графического изображения туловища. Каждому значку соответствует определённая характеристика определённой стати (части тела) животного. Так, длинная спина помечается относительно длинным горизонтальным отрезком внутри прямоугольника, узкий крестец — равнобедренным треугольником, пририсованным снаружи к верхней стороне прямоугольника ближе к его правому торцу, высоконогость фигуры животного — вертикальным отрезком, упирающимся в нижнюю сторону прямоугольника и расположенным внутри него ближе к левому торцу.
Для записи характеристик, не связанных с экстерьером, используются буквенные, буквенно-цифровые и цифровые сокращения. Буквенными сокращениями записываются породы (по первым двум буквам названия, например, асканийская порода овец — «АС»), конституции (например, крепкая конституция — «К», с уклонением в сторону грубости — «КГ», в сторону нежности — «КН»), оценочные данные по массе шерсти (большая масса — «мм», удовлетворительная масса — «м», небольшая масса — «мр»), количество жиропота в шерсти (нормальное количество — «ж», недостаточное количество — «ж-»). Буквенно-цифровые обозначения используются для записи длины шерсти (к букве «Д» добавляется цифровая запись в сантиметрах длины пучков однородной шерсти — так называемых «штапелей»). Цифровыми сокращениями записывается, в частности, итоговая 5-балльная бонитировочная оценка у овец: отличное животное, характеризующееся высокой шёрстной продуктивностью, — «00000»; хорошее животное — «0000», удовлетворительное — «000», неудовлетворительное — «00».

## Практическое использование
Наиболее часто бонитировочный ключ используется при проведении бонитировки тонкорунных овец.
В овцеводстве различают «сокращённый бонитировочный ключ», по которому проводится бонитировка ягнят, когда их отлучают от маток, — и «полный бонитировочный ключ», по которому проводится индивидуальная бонитировка для животных в возрасте не менее одного года. Эти ключи отличаются числом оцениваемых показателей.
В козоводстве для каждого направления продуктивности используется свой бонитировочный ключ.